# حسين أباد (تشناران)
حسين أباد (بالفارسية: حسین‌آباد) هي قرية تقع في قسم غلمكان الريفي (مقاطعة تشناران) في إيران. يقدر عدد سكانها بـ 78 نسمة .